# Sumpter (Wisconsin)
Sumpter – miasto w Stanach Zjednoczonych, w stanie Wisconsin, w hrabstwie Sauk.